# 琼·科普兰
琼·玛克辛·库普奇克（Joan Maxine Kupchik，本姓Miller；1922年6月1日—2022年1月4日），艺名琼·科普兰（Joan Copeland） ，是一位美国女演员，亞瑟·米勒的妹妹。她自1940年代开始在纽约市的剧院演出，是演员工作室的第一批成员，1950年代开始拍摄电视和电影，也曾在《熊的传说》中担任配音。
她于2022年1月4日在曼哈頓家中去世，享年99岁。